# Bastringue (danse)
Pour le jeu de quilles, voir Bastringue.
La (ou le) bastringue est une ancienne danse populaire. Alors qu'elle a disparu de France, elle a pris racine en Nouvelle-France et demeure plus que jamais un fleuron du folklore québécois.

## Historique
La définition qu'en donne en 1801 le Traité de l'orthographe française en forme de dictionnaire montre que cette danse n'était alors pas tenue en haute estime en France : « Danse allemande gesticulatoire, fort opposée à la décence et à la gravité du menuet. » Au passage, ce dictionnaire, qui précise que « bastringue » est un substantif masculin, porte témoignage du glissement de sens qu'est en train de connaître le mot autour de 1800 : « Cette danse a donné son nom aux maisons de guinguette, où il y a toujours bal pour le peuple. » Cette dérive sémantique finira un siècle plus tard par appliquer l'appellation « bastringue » aux pianos mécaniques utilisés dans les salles de bal populaires (voir Piano bastringue).

## La danse et la chanson
Au Québec (et en Acadie), la bastringue (toujours au féminin) a évolué pour devenir une danse qui n'a vraisemblablement plus grand rapport avec ce qu'elle avait été en France : les danseurs évoluent alternativement en ronde et par couples virevoltants, avec changement de partenaire à chaque alternance (en cela, la bastringue est un mixer). La musique obligée est une chanson jouée sur un rythme de reel très enlevé et intitulée La Bastringue.
La chanson La Bastringue, dont les paroles connaissent maintes variantes, a été énormément popularisée dans les années 1930 sous forme de disque par la Bolduc. Cette chanson est un véritable standard du répertoire des groupes québécois de musique traditionnelle. Elle a été enregistrée par de nombreux artistes comme Édith Butler, Natasha St-Pier et même Céline Dion (sur le DVD du spectacle Céline sur les Plaines).
Sur une base simple, la danse de la bastringue peut se prêter à des variations chorégraphiques complexes et même spectaculaires en raison de la cadence endiablée de la musique (le tempo a notablement accéléré depuis l'époque de la Bolduc). De ce fait, sa popularité dépasse aujourd'hui les limites du Canada francophone. Des groupes d'amateurs de danses traditionnelles l'ont adoptée dans toute l'Amérique du Nord comme en Europe.